# Like I Would (The Remixes)
Like I Would (The Remixes) es el primer EP del cantante y compositor británico ZAYN. Fue lanzado el 27 de mayo de 2016 por RCA Records. El EP incluye remezclas del sencillo de su álbum debut,  Like I Would .

## Lista de canciones
The Remixes
1. "Like I Would" (The White Panda Remix) – 3:18
2. "Like I Would" (Lenno Remix) – 4:36
3. "Like I Would" (Sharam Jey Remix) – 4:41
4. "Like I Would" (Oliver Nelson Remix) – 3:56
5. "Like I Would" (Dave Audé Mix) – 3:46
6. "Like I Would" (Rytmeklubben Remix) – 3:22
7. "Like I Would" (Troyboi Remix) – 3:30

- Datos: Q27555940